# Древнеэпирское царство
Эпи́р (греч. Ἤπειρος) — древнегреческое государство, расположенное в одноимённом балканском географическом регионе. Родина эпиротов граничила на юге с Этолийским союзом, на востоке — с Фессалией и Македонией, а на западе — с иллирийцами. На короткий период
(280—275 годы до н. э.) царь Эпира Пирр сделал свою родину сильнейшим государством греческого мира и боролся на равных с Римской республикой на её территориях.

## История

### Предыстория
Первые поселения в Эпире появились в эпоху неолита, местное население занималось рыболовством, охотой и животноводством. Они хоронили своих вождей в курганах, схожих с микенскими захоронениями.
Дорийцы вторглись в Грецию со стороны Македонии и Эпира в конце 2-го тысячелетия до н. э. (1100 — 1000 годы до н. э.), но причины их миграции не понятны. Коренное население региона ушло в материковую Грецию, и после этого на территории Эпира появилось три языковых группы. Хаонийцы жили в северо-западном Эпире, молоссы — в центральной части, а феспортианцы на юге.

### Молосский период (470—330 г. до н. э.)
Молосская династия Эакидов с 370 года до н. э. начала расширять свои владения за счёт соседних племён. Их союзником было Македонское царство, которое помогало бороться с набегами иллирийцев, и в 359 году до н. э. молосская принцесса Олимпиада стала супругой царя Филиппа II Македонского. После того, как Филипп II изгнал её дядю Арриба, новым правителем Эпира стал её брат Александр I, получивший титул царь Эпира.
В 334 году до н. э. Александр Македонский вторгся в Азию, а его дядя — в Южную Италию. Там он выступил на стороне греческих колоний в их борьбе с италийскими племенами и Римской республикой. Несмотря на первоначальные успехи, царь Эпира Александр I был убит в сражении в 331 году до н. э.

### Эпирское царство (330—231 г до н. э.)
В 330 году погиб Александр Молосский, и понятие «Эпир» впервые появилось в греческих источниках. Также чеканка монет трёх основных племён Эпира сменилась на единую монету с легендой ΑΠΕΙΡΩΤΑΝ, «Эпироты». После гибели Александра престол наследовал Эакид, но он был свергнут в 313 году до н. э.
Его сын Пирр занял престол лишь в 295 году. Будучи одарённым полководцем, он оказал военную поддержку греческому населению Тарента. В битвах при Гераклее и Аускуле его войска разгромили римлян.
В 277 году Пирр захватил карфагенскую крепость Эрикс на Сицилии, но своей опрометчивой политикой сделал островитян собственными врагами. Вскоре он покинул остров, и вернулся в Южную Италию.
В битве при Беневенте (275 г. до н. э.) Пирр сразился с римлянами вничью, и решил вернуться домой, оставив корпус своего военачальника Милона в Таренте.

### Эпирский союз (231—167 г до н.э)

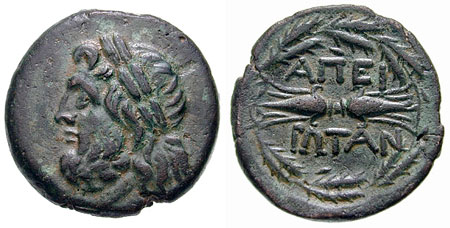
Монета Эпирской лиги, на которой изображён Зевс (слева) и молния со словом ΑΠΕΙΡΩΤΑΝ— «Эпироты» (справа)

В 233 году до н. э. была убита последняя представительница династии Пирридов — царица Деидамия. После этого местное население решило организовать федеративную республику. Но владения нового государство серьёзно сократились: на западе Акарнания провозгласила независимость, а этолийцы заняли Амфилохию, Амбракию и оставшиеся земли севернее залива Амвракикоса. Причинами гибели династии эпирских царей могли стать непопулярный союз с Македонией, а также тенденции в местном обществе. Тем не менее, Эпир оставался серьёзным игроком в Греции и вступил в Эллинский союз.
В дальнейшем государство стало жертвой экспансии Римской республики, которая параллельно боролась с Македонией. Эпирский союз придерживался нейтралитета в двух первых войнах, но в третьей (171—168 до н. э.) поддержал Персея Македонского и подвергся разгрому и разорению римскими войсками.

## Социальная структура

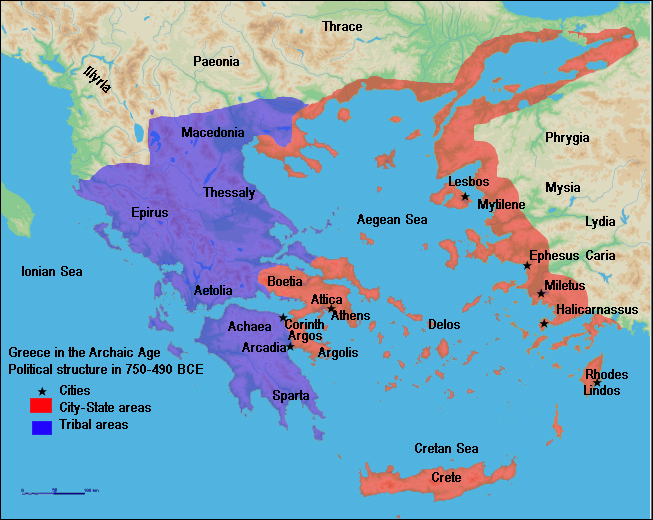
Политическая структура греческого мира (VIII—V века до н. э.)

В античную эру Эпир и Грецию заселили эллинские племена, но эпироты проживали в маленьких деревнях, чем сильно отличались от своих южных соседей, создавших города-государства. Их край лежал на границе греческого мира, и наличие по соседству иллирийских племён не способствовали мирной жизни Эпира. В то же время, регион имел важный религиозный статус благодаря храму и оракулу в Додоне, уступавшим в этом отношении только Дельфам.

## Культура
Эпироты говорили на северо-западном диалекте древнегреческого языка, отличавшимся от дорийского диалекта греческих колоний Ионических островов, а также носили в основном греческие имена. Греческие писатели негативно отзывались об этих соседях. Афинский историк Фукидид назвал их «варварами» в своём труде «Истории», как и Страбон в своей «Географии». Однако Дионисий Галикарнасский, Павсаний и Флавий Евтропий считали их греками.